# ダルサ オリジン
ダルサ オリジン (Dalsa Origin) は、ダルサ社によって開発・商用提供されていたデジタルシネマ撮影用カメラである。商業的に入手しうる4K解像度撮影可能なデジタルシネマカメラとしては最初のものとして知られる。

## 概要
オリジンは2003年にラスベガスで開催されたNAB展 '03で公開され、ダルサ社は技術革新に貢献したとして4つの賞を受賞した。2006年、オリジンはテストのために1750ドル/日で貸し出しという形式で入手できるようになり、2005年に設立されたカリフォルニア州ウッドランドヒルズのカメラ棟から貸し出されるようになった。2006年11月、デジタルシネマにおける先駆者であるロブ・ハメル (Rob Hummel) をダルサ・デジタル・シネマ社の社長に迎えた。
オリジンカメラはフィルムカメラと Arri D20 と標準的なPLマウントの35mmレンズに似た回転する鏡によってファインダーにレンズを通した視野を送るレフレックス装置を備えている。カメラの大きさは大型のフィルムカメラと同規模である。カメラは容易に映像効果に切り替える事ができる。
カメラから送り出されるRAWデータはおよそ毎秒400メガバイトである。記録装置はコーデックス デジタルレコーダーが使用され、4Kカメラの非圧縮データを1時間分保存できる。
オリジンカメラは画質の高さが知られており、全てにおいて従来機を凌駕している。カメラの解像度は4Kと2K、若しくは800万画素に対応している。解像度だけでなく、高諧調である事も特徴である。圧縮しないRAW形式のベイヤーパターンの16ビット画像は他のカメラが10若しくは12ビットであるのに対して大きく上回っている。この事は結果的にダイナミックレンジが12段高い事を表す。毎秒30フレームの撮影に対応しているが、CCDイメージセンサは毎秒48フレームでの撮影まで可能である。
カメラは『Postcards from the Future（未来からの手紙）』を含むいくつかの作品の撮影で成功裏に使用された。
ダルサオリジンは貸し出しのみで使用でき、パナビジョンの商業形態に似ている。
2009年1月現在、ダルサはこの貸出ビジネスを中止し、デジタルカメラ部門も閉鎖してしまったため、ダルサ・オリジン、オリジンII、ともにダルサの4Kカメラは市場から消えてしまっている。